# Mary Oneida Toups
Mary Oneida Toups (25 de abril de 1928 - septiembre de 1981) fue una ocultista estadounidense conocida como la "Reina Bruja de Nueva Orleans". Toups fue la fundadora y suma sacerdotisa de la Orden Religiosa de la Brujería, que fue el primer aquelarre constituido como organización religiosa oficial en el estado de Luisiana . En 1975 publicó un libro instructivo ocultista titulado Magick High and Low .

## Biografía
Toups nació el 25 de abril de 1928 en Meridian, Mississippi, hija de Arthur Hodgin y Mary Ellen Killing. Se mudó a Nueva Orleans en 1968. Toups estaba casada con Albert Toups, un Cajún que era masón de alto rango y regentaba un bar en Decatur Street .
El 2 de febrero de 1972, creó la Orden Religiosa de la Brujería, el primer aquelarre registrado como organización religiosa oficial en el estado de Luisiana. La orden, que a menudo se reunía en la Fuente Popp en City Park, practicaba magia ceremonial occidental, no prácticas de raíces afrocaribeñas como el vudú y el hoodoo que se asocian comúnmente con Nueva Orleans. Más tarde, en 1972, Toups llamó la atención del escritor Howard Jacobs, quien escribió sobre ella en su columna Remoulade, después de que ella defendiera públicamente la brujería cuando la práctica había sido culpada de un asesinato en Opelousas. Dirigió dos tiendas de brujería en el Barrio Francés, abriendo su primera tienda el 1 de septiembre de 1970. Toups también publicó el texto ocultista Magick High and Low en 1975.[cita requerida]
Toups murió en septiembre de 1981 de cáncer de estómago.

## Legado
Toups se menciona en las memorias de 1994 Under A Hoodoo Moon: The Life of the Night Tripper. También se la menciona en el libro Real Zombies, the Living Dead y Creatures of the Apocalypse de Brad Steiger.
En el primer episodio de American Horror Story: Coven, el personaje de Jessica Lange, Fiona Goode, hace referencia a Toups y su aquelarre practicando brujería en Popp Fountain en City Park.